# Pediomelum californicum
Pediomelum californicum là một loài thực vật có hoa trong họ họ Đậu. Nó là loài đặc hữu của California.